# Железничка станица Вршац
Железничка станица Вршац је једна последња станица на прузи Београд центар–Вршац. Налази се у насељу Вршац у граду Вршцу. Пруга се наставља ка Стамора Моравици у једном смеру, у другом према Уљми, у трћеме према Павлишу и у четвртом према Јасенову. Железничка станица Вршац састоји се из 13 колосека. 

## Повезивање линија
- Пруга Београд—Вршац
- Пруга 922 (Темишвар—Стамора Моравица(—Вршац))